# Ерма (Њу Џерзи)
Ерма (енгл. Erma) насељено је место без административног статуса у америчкој савезној држави Њу Џерзи.

## Демографија
По попису из 2010. године број становника је 2.134, што је 46 (2,2%) становника више него 2000. године.
| Група             | 2000.         | 2010.         |
| Белци             | 2.008 (96,2%) | 2.008 (94,1%) |
| Афроамериканци    | 10 (0,5%)     | 24 (1,1%)     |
| Азијати           | 22 (1,1%)     | 20 (0,9%)     |
| Хиспаноамериканци | 35 (1,7%)     | 56 (2,6%)     |
| Укупно            | 2.088         | 2.134         |